# Swiatłana Radkiewicz
Swiatłana Mikałajeuna Radkiewicz (biał. Святлана Мікалаеўна Радкевіч; ur. 9 października 1979 w Mińsku) – białoruska łyżwiarka szybka.

## Igrzyska olimpijskie
| Rok  | Igrzyska olimpijskie | Wyniki                   |
| 2002 | Salt Lake City 2006  | 28. (500 m), 33 (1000 m) |
| 2006 | Turyn 2006           | 27. (500 m), 33 (1000 m) |
| 2010 | Vancouver 2010       | 33. (500 m)              |

## Występy na mistrzostwach świata
Opracowano na podstawie:

### Na dystansach
- 2001 - 21. (1500 m)
- 2003 - 20. (500 m), 21. (1000 m)
- 2004 - 19. (500 m), 19. (1000 m)
- 2005 - 21. (500 m)
- 2007 - 21. (500 m), 23. (1000 m)
- 2008 - 19. (500 m), 23. (1000 m)
- 2009 - 24. (1000 m)

### W wieloboju sprinterskim
- 2001 - 30.
- 2002 - 26.
- 2003 - 27.
- 2004 - 23.
- 2005 - DQ2
- 2006 - 28.
- 2007 - 25.
- 2008 - 15.

## Rekordy życiowe
Opracowano na podstawie:
- 500 m. - 38,53 (2009)
- 1000 m. - 1.16,60 (2013)
- 1500 m. - 2.04,96 (2007)
- 3000 m. - 4.37,17 (2007)